# Swartzia monachiana
Swartzia monachiana är en ärtväxtart som beskrevs av John Macqueen Cowan. Swartzia monachiana ingår i släktet Swartzia och familjen ärtväxter. Inga underarter finns listade i Catalogue of Life.